# الرياضة الفلسطينية خلال الحرب الفلسطينية الإسرائيلية 2023
تدهورت الرياضة الفلسطينية بسبب الاجتياح الإسرائيلي المستمر لغزة. وبحلول كانون الأول/ديسمبر 2023، قُتل ما لا يقل عن 85 رياضيًا فلسطينيًا، 55 منهم من لاعبي كرة القدم، في هجمات إسرائيلية، منهم 18 طفلاً و37 مراهقًا. كما أدت الاجتياحات الإسرائيلية إلى تدمير الملاعب والمرافق الرياضية وإغلاق الأندية.

## خلفية
تأسس الاتحاد العربي الفلسطيني الرياضي عام 1931 وأعيد تأسيسه عام 1944. كان للاتحاد 55 ناديًا رياضيًا منتسبًا إلى أن أوقفت النكبة الرياضة الوطنية الفلسطينية ودفعت معظم الفلسطينيين إلى المنفى ومخيمات اللاجئين. بعد اتفاقيات أوسلو عام 1993، انضم الاتحاد الفلسطيني لكرة القدم إلى العديد من الاتحادات الرياضية الدولية بما في ذلك الاتحاد الدولي لكرة القدم. ومنذ ذلك الحين، واجه الاتحاد تحديات مستمرة في بناء بنية تحتية وطنية مستدامة لكرة القدم. ويعود ذلك بشكل أساسي إلى التجزئة المستمرة للأرض والسكان الفلسطينيين. برزت ساحة الرياضة كمنصة قوية للتعبير عن التضامن مع القضايا السياسية لفلسطين. وغالبًا ما يستخدم اللاعبون والمشجعون العرب الأحداث الرياضية لرفع العلم الفلسطيني. نجت كرة القدم الفلسطينية من احداث الانتفاضة الثانية من عام 2000 إلى عام 2005، وتعميق الاحتلال والحروب الإسرائيلية الخمس على غزة، وتأهل المنتخب الوطني بنجاح إلى ثلاث جولات متتالية من كأس أمم آسيا. كانت فلسطين على وشك التأهل لتصفيات كأس العالم للرجال 2026 ولكن بسبب الحرب الفلسطينية الإسرائيلية، ترك الملعب الوطني الفلسطيني لكرة القدم في الضفة الغربية التي تحتلها إسرائيل غير آمن للبطولة. وتعرض لاعبو كرة القدم في غزة لغضب الحرب الإسرائيلية. في العقود الأخيرة، كانت هناك دعوات لمنع إسرائيل من المشاركة في الأحداث الرياضية الدولية ردًا على سجن واستهداف الرياضيين الفلسطينيين، فضلاً عن منع المنافسين من غزة من المغادرة للانضمام إلى زملائهم في الضفة الغربية للعب في الخارج.

## الرياضيون الذين قتلوا أثناء الغزو

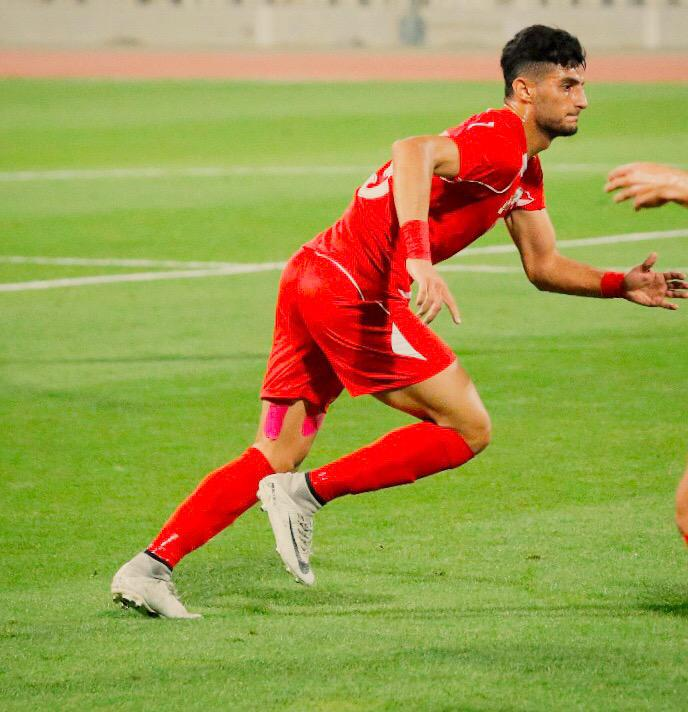
واستشهد لاعب المنتخب الفلسطيني محمد بلح في 11 أكتوبر/تشرين الأول، وسط قصف إسرائيلي عنيف على قطاع غزة

وبحلول كانون الأول/ديسمبر 2023، قُتل ما لا يقل عن 85 رياضيًا فلسطينيًا، 55 منهم من لاعبي كرة القدم، في الهجمات الإسرائيلية، منهم 18 طفلاً و37 مراهقًا. بالإضافة إلى ذلك، أحصى الاتحاد الفلسطيني لكرة القدم 24 مديرًا وطاقمًا فنيًا قتلوا. وكان من بين الضحايا هاني المصري، لاعب كرة القدم السابق والمدير التنفيذي للمنتخب الفلسطيني الأولمبي. وقتلت قوات الاحتلال الإسرائيلي لاعب كرة القدم أحمد دراغمة (23 عاما) في الضفة الغربية. وقدمه موقع كرة القدم العربي كووورة كأفضل هدافي هذا الفريق برصيد 6 أهداف هذا الموسم. كما قتلت إسرائيل هاني المصدر، مدرب المنتخب الفلسطيني الأولمبي لكرة القدم، والمعروف في فلسطين باسم أبو العبد.
في 11 أكتوبر، وسط القصف الإسرائيلي العنيف على غزة، قُتل محمد بلح. الذي أنتشل من تحت أنقاض منزله وخرج مضرجاً بالدماء ويرتدي سروال شباب رفح القصير. محمد بلح، 30 عاماً، غادر غزة إلى الأردن قبل ست سنوات لبناء مستقبل مهني. أدى نجاحه إلى ظهوره لأول مرة مع المنتخب الوطني بعد فترة وجيزة، واستمر في اللعب لخمسة أندية في الأردن وعمان مصر. وكان قد نجا من هجمات سابقة على غزة. وفي مايو 2021، دمرت غارة جوية إسرائيلية منزله. وقتل لاعب كرة السلة في البريج باسم النباهين ( 27)؛ ولاعب كرة القدم رشيد دبور، 28 عاما، الذي كان يلعب في فريق أهلي بيت حانون. كما استشهد لاعبا الكرة الطائرة الفلسطينيان حسن أبو زعيتر وإبراهيم قصيعة، اللذين يلعبان للمنتخب الوطني ونادي الصداقة، في قصف إسرائيلي استهدف مخيم جباليا في قطاع غزة.

## تدمير الملاعب
وظهر فيديو للقوات الإسرائيلية وهي تستخدم ملعب اليرموك كسجن مؤقت للأسرى الفلسطينيين. وحاصرت مجموعة من القوات المسلحة والدبابات الميدان وكان الناس معصوبي الأعين وبعضهم "جرد من ملابسه الداخلية". ووفقاً للمرصد الأورومتوسطي لحقوق الإنسان، وهو منظمة غير ربحية، فإن الجيش الإسرائيلي اعتقل مئات الفلسطينيين من حي الشيخ رضوان بمدينة غزة، بما في ذلك عشرات النساء اللاتي نقلن إلى استاد اليرموك. وبحسب المنظمة الحقوقية فإن "الذكور الفلسطينيين، ومن بينهم أطفال لا تتجاوز أعمارهم 10 سنوات وكبار السن فوق 70 عاما، أجبروا على خلع جميع ملابسهم باستثناء الملابس الداخلية، والوقوف في طوابير مهينة أمام الشرطة"، مع النساء المحتجزات في نفس الملعب.

## إغلاق الأندية الرياضية
قام نادي لاجئ سلتيك لكرة القدم، والذي يشار إليه بشكل غير رسمي باسم عايدة سلتيك، بتعليق جميع عملياته بسبب تصاعد العنف الذي حدث في جميع أنحاء الضفة الغربية المحتلة. يقول محمد عزة، مدير مركز لاجئ الثقافي، إن اتخاذ قرار وقف أنشطة لاجئ سلتيك والأكاديمية كان "صعبًا ولكنه ضروري" لأنه شعر بأنه ملزم بحماية الأطفال والموظفين من الغارات الوشيكة التي يشنها الجنود الإسرائيليون على المركز. ووفقاً له، فإن فريق كرة القدم له معنى يتجاوز الرياضة - فهو يلعب دورًا في مقاومة الاحتلال الإسرائيلي.

## ردود الفعل
دعا الاتحاد الأردني لكرة القدم، عبر بيان، المجتمع الرياضي العالمي إلى “التحرك الحاسم لوقف العدوان على الفلسطينيين في غزة والأراضي المحتلة”. كما أعلن الاتحاد الفلسطيني لكرة القدم عن إرسال رسائل مماثلة إلى الفيفا واللجنة الأولمبية الدولية، نقلاً عن "الصور المروعة" وقت الهجوم الإسرائيلي على ملعب اليرموك بقطاع غزة. وقد دعمت حركات أخرى، مثل حركة المقاطعة وسحب الاستثمارات والعقوبات، منذ فترة طويلة طرد أو تعليق الاتحاد الإسرائيلي لكرة القدم بسبب استضافة مباريات أقرها الفيفا في المستوطنات الإسرائيلية في الضفة الغربية، وهي الأراضي التي تحتلها إسرائيل منذ عام 1967. كما دفع مقتل الرياضيين الفلسطينيين الرياضيين في جميع أنحاء العالم إلى إطلاق حملات لدعم منع إسرائيل من المشاركة في الألعاب الأولمبية الصيفية لعام 2024. ويسعون إلى إجراء تحقيق كامل في الانتهاكات للميثاق الأولمبي، الذي يعتبر الرياضة حقًا أساسيًا من حقوق الإنسان.
تجنب كل من الفيفا واللجنة الأولمبية الدولية إصدار بيان يدين الحرب بين إسرائيل وغزة والأزمة الإنسانية اللاحقة، على عكس الطريقة التي تعاملوا بها مع الغزو الروسي لأوكرانيا. "لقد عملت الفيفا لسنوات عديدة على حماية إسرائيل من المساءلة عن جرائم الحرب المستمرة وانتهاكات قوانين الفيفا من خلال إدراج فرق في المستوطنات الإسرائيلية غير القانونية المقامة على الأراضي الفلسطينية المحتلة، وقد ذهبت الفيفا إلى حد معاقبة مشجعي المستوطنات وليس أندية المستوطنات غير القانونية، وبحسب الكاتب الرياضي ديف زيرين، فإن النفاق يتجلى بشكل خاص عندما ترى أن اللجنة الأولمبية الدولية أوقفت عمل اللجنة الأولمبية الروسية بسبب انتهاكها الميثاق الأولمبي بعد غزو أوكرانيا والاستيلاء على ملاعبها الرياضية. كتب جولز بويكوف، مؤلف كتاب ما هي الألعاب الأولمبية : "إن المعايير المزدوجة صارخة. لماذا صمتت اللجنة الأولمبية الدولية بشكل واضح تجاه إسرائيل مقارنة بروسيا؟ إذا كان الاستيلاء على المنشآت الرياضية خطًا أحمر، فلماذا الصمت عن إسرائيل؟ هل يمكن تحويل ملعب اليرموك التاريخي لكرة القدم في غزة إلى معسكر اعتقال؟ هذه تناقضات صارخة، على أقل تقدير.